# Владлаг
Владла́г (Владивостокский исправительно-трудовой лагерь, укр. Владивостоцький виправно-трудовий табір) — підрозділ, що діяв у складі Головного управління виправно-трудових таборів Народного комісаріату внутрішніх справ СРСР.

## Історія
Владлаг був виділений як самостійний підрозділ у структурі НКВС СРСР 13 квітня 1939 року на базі розформованого того ж року Дальлага. В оперативному командуванні він спочатку підкорявся Управлінню виправно-трудових таборів і колоній Управління НКВС по Хабаровському краю (УВТТК УНКВС Хабаровського края). 1941 року Владлаг був реформований в Управління виправно-трудових таборів і колоній Управління НКВС по Приморському краю та перепідпорядкований безпосередньо ГУЛАГу НКВС.
Максимальна кількість в'язнів у таборі доходила до 56 033 осіб (станом на 1 січня 1940 року).
Владлаг припинив своє існування 1943 року.

## Виробництво
Основним видом виробничої діяльності ув'язнених був заготівля та переробка риби, будівництво доріг та лісозаготівлі.